# デッドヒート (OVA)
『デッドヒート』 (DEAD HEAT) は、1987年7月21日に日本ビクターから発売されたOVA（オリジナルビデオアニメ）である。

## 概要
日本ビクターと日本サンライズによる、VHD専用の3Dアニメ。従来のセルアニメに立体効果を施した3D映像が収録されており、3D対応VHDプレイヤーと専用眼鏡を介して視聴するようになっている。また、3D映像再生時にのみ表示される「FX」の文字を発見した視聴者には、様々なプレゼントを用意したキャンペーンも行われていた。なお、3D非対応VHDプレイヤーでも従来のセルアニメと同等の2D映像は視聴できる。
1987年8月7日には、2D映像のみを収録したVHS（JHE-150）版とベータマックス（JBE-150）版がCICビクタービデオから発売された。
ソフトウェアはVHS/Beta/3-DVHDでCICビクタービデオ/日本ビクターより発売されたが、LD/DVD/BDなどの光ディスク化は行なわれなかった。その後、発売から30年以上が経過した2018年3月30日未明（3月29日深夜）には、サンテレビにて地上波でのテレビ初放送が行なわれた。また、2021年7月24日（7月23日深夜）には、BS12 トゥエルビにてHDリマスター版でのテレビ初放送が行なわれた。

## あらすじ
21世紀の日本。そこでは、小型車両ロボット「FX」（エフェックス）によるチームレースが大人気となっていた。技量によってAからDまで区別されたランクのうち、最下層のDランクチーム「ビッグウェーブ」に所属するマコト、カオリ、サブロー、ヨシオの4人は、Aランクへの昇格と世界制覇を目指す。

## 登場人物
マコト
声 - 矢尾一樹
主人公。ビッグウェーブのFXライダー。現在はDランク。普段は窓清掃のアルバイトをしている。
カオリ
声 - 本多知恵子
ヒロイン。ビッグウェーブの紅一点。普段はハンバーガーショップでアルバイトをしている。
サブロー
声 - 大塚芳忠
ビッグウェーブのメカニック。
ヨシオ
声 - 桜井敏治
ビッグウェーブのメカニック。普段は実家の高根商店を手伝っている。
高利貸し
声 - 緒方賢一
ビッグウェーブにお金を貸している人物。期限を過ぎているのでFXを差し押さえようとするが、ゴーが口車に乗って賞金を当てにする。最後にはビッグウェーブの一員になっている。
ゴー
声 - 大林隆介
マリアの会社でエンジン開発をしていた技術者。開発したエンジンを欠陥品扱いされ、それが元で会社を辞めた。その後に改良して食費も注ぎ込み、エンジンを造り上げた。
マリア
声 - 勝生真沙子
ナツオのチームのメーカーの社長。ゴーは彼女の会社のエンジン開発者だった。
サワイ ナツオ
声 - 曽我部和恭
AランクのFXライダー。

## 登場メカ
FX（エフェックス）
従来のモータースポーツに格闘技の要素を導入した小型車両ロボット。
ライダーは機体の上半身に設置された操縦席へ搭乗し、下半身に装備された2本のタイヤによる高速走行を行う他、レース中には操縦席の左右に装備された2本の腕を振るい、並走機との格闘を行う。
以上のことを行うにもかかわらず、ライダーは従来のバイクと同様に機体から剥き出しであるため、バイクレース以上に危険と隣り合わせになっている。

## スタッフ
- 監督、絵コンテ - 川瀬敏文
- 演出 - 高松信司
- 脚本 - 遠藤明範
- キャラクターデザイン、作画監督 - 小林利充
- メカニカルデザイン - 佐山善則
- 美術監督 - 池田繁美
- 音楽 - 田中公平
- 音響監督 - 千葉耕市
- 著作、アニメーション制作 - 日本サンライズ
- 製作 - 日本ビクター